# Ernst Forsthoff
August Wilhelm Heinrich Ernst Forsthoff, né le 13 septembre 1902 à Duisbourg et mort le 13 août 1974 à Heidelberg, est un avocat constitutionnel, juriste et politicien allemand.

## Biographie
Ernst Forsthoff est l'enfant du théologien Heinrich Forsthoff et de Emmy. Sa famille déménage à Mülheim en 1906, où Ernst passe ses études. Il appartient à une classe blanche et n'est pas été enrôlé dans l'armée pour la Première Guerre mondiale. En 1917, Forsthoff est confirmé. Après avoir obtenu son diplôme d'études secondaires en 1921, Forsthoff étudie le droit et les sciences politiques au lycée public de Mülheim dans les universités de Fribourg, Marbourg et Bonn. En 1924, il réussit le premier examen d'État en droit. En 1925, il reçoit son doctorat de la part de Carl Schmitt. Forsthoff réussit l'examen d'assesseur en 1928 et entre dans la fonction publique prussienne, mais change de métier pour avoir le grade d'Habilitation universitaire. Selon son biographe Florian Meinel ne voit aucune influence du mouvement de jeunesse Selon d'autres informations, Forsthoff est devenu membre à la fois du Deutschvölkischer Schutz- und Trutzbund et de la Ligue nationale allemande de la jeunesse en 1920, ainsi que membre du Hochschulring Deutscher Art en 1921 et appartient au corps étudiant de Marburg. Hans-Ulrich Wehler voit en Forsthoff un membre convaincu du Bund et un membre dirigeant de la Ligue nationale allemande de la jeunesse. Forsthoff écrit pour le magazine Deutsches Volkstum, dont Wilhelm Stapel est responsable, et sous plusieurs pseudonymes pour le jeune magazine conservateur Der Ring,.
Après avoir terminé son habilitation à l'Université de Fribourg, Forsthoff est nommé à l'Université de Francfort-sur-le-Main en 1933 en tant que successeur d'Hermann Heller, qui a émigré après l'arrivée au pouvoir des nationaux-socialistes. En 1935, il s'installe à l'Université de Hambourg. En 1936, il obtient un poste à l'Université de Königsberg. Il devient membre du NSDAP en 1937. Bien qu'il ne soit jamais devenu membre de l'Académie de droit allemand fondée par les nationaux-socialistes, il participe à divers projets de celle-ci, il contribue aux travaux du Comité de droit religieux. Il est doyen de la faculté de droit sans interruption. En 1938, il devient membre de la Königsberg Gelehrten Gesellschaft, dont il est secrétaire de la classe des sciences humaines de 1940 à 1941. Pendant son séjour à Königsberg, l'engagement de Forsthoff envers l'Église évangélique allemande (DEK) commence, notamment contre la profanation de la cathédrale de Quedlinbourg. En 1940, il devient également vice-président du tribunal disciplinaire du DEK, mais n'occupe pas cette fonction. En 1942 il est nommé à l'université de Vienne. Après des conflits avec le NSDAP local et notamment avec Baldur von Schirach, Forsthoff est finalement nommé à l'université de Heidelberg en 1943. Entre 1942 et 1943, il se porte volontaire pour le service militaire.
Dans son essai de 1938, L'administration en tant que fournisseur de services, Forsthoff développe le concept de travaux d'intérêt général, qui est encore utilisé aujourd'hui.
Après la fin de la guerre en 1945, Forsthoff continue d'abord à enseigner à Heidelberg. En février 1946, il est démit de ses fonctions sur ordre du gouvernement militaire américain lors de l'occupation. En mai 1947, il abandonne son poste d'enseignant et devient la même année conseiller principal du gouvernement à la chancellerie d'État du Premier ministre du Schleswig-Holstein Theodor Steltzer. Dès octobre 1946, Steltzer demande à Forsthoff de collaborer aux nouvelles constitutions de l'État de Schleswig-Holstein et de l'Église d'État évangélique-luthérienne. Forsthoff travaille à la Chancellerie d'État en tant que consultant en droit constitutionnel et canonique. Il projette une académie au château de Tremsbüttel. Ce projet aboutit à la société d'étude Mundus Christianus, dont Forsthoff devient secrétaire scientifique en 1948. À cette époque, Forsthoff vit de petites contributions à la Northwest German Broadcasting Corporation et de publications marginales du cercle de Steltzer.
Dans la procédure du tribunal à partir de l'automne 1946, Forsthoff est initialement classé dans le groupe des « incriminés ». En 1948, diverses universités le placent en tête de leur liste de nominations. Cependant, un appel échoue en raison des objections des autorités politiques. Après l'arrêt de son processus de dénazification en 1950, Forsthoff retourne à Heidelberg en tant que remplaçant. Lorsqu'il reçoit un appel à Kiel en 1952, il accélère sa nomination, où il enseigne jusqu'à sa retraite en 1967.
Après la Seconde Guerre mondiale, Forsthoff est également apparu comme commentateur de la Loi fondamentale de la République fédérale d'Allemagne. Il a joué un rôle particulier dans le débat sur les concepts d'État- providence et d'État de droit et sur leur interaction en droit constitutionnel. Dans ce contexte, la controverse Forsthoff-Abendroth commence entre lui et Wolfgang Abendroth, qui représente une vision socialiste de l'État-providence. En 1953, Forsthoff est l'un des rédacteurs fondateurs de la revue de revue Das Historisch-Politische Buch. Entre 1957 et 1971, Forsthoff organise des séminaires de vacances annuels à Ebrach.
De 1960 à 1963, Forsthoff est président de la Cour constitutionnelle chypriote, ce qui a suscité de vives critiques à Chypre et en Allemagne.

## Travaux

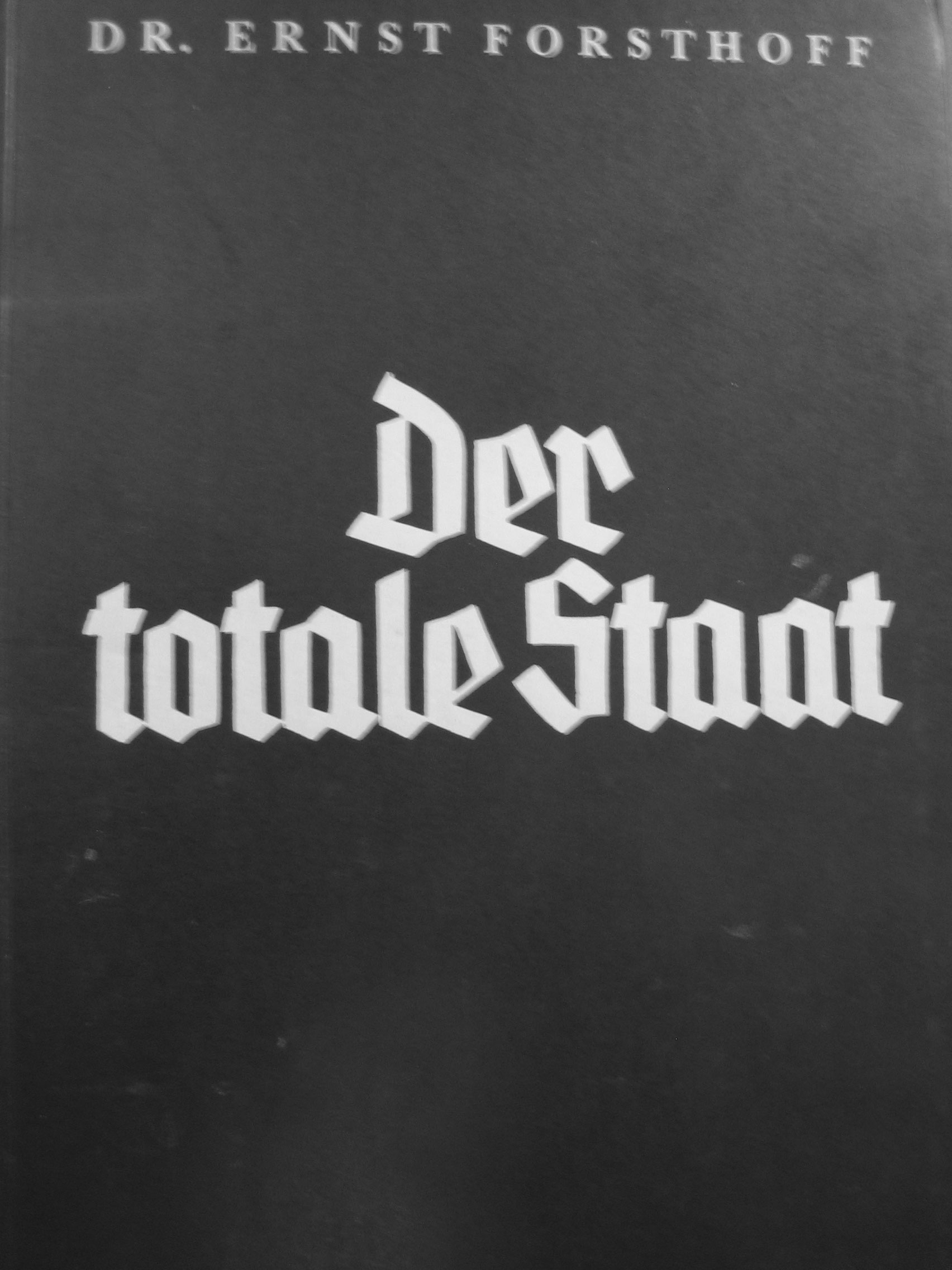
Page de titre de : Ernst Forsthoff, The Total State, Hanseatische Verlagsanstalt : Hambourg, 1934.

L'ouvrage le plus connu de Forsthoff est Der totale Staat, publié en 1933. dans lequel Il tente d'exprimer quelques réserves sur l'image de soi politique du mouvement nazi, qu'il reconnaît comme : 
Forsthoff regroupe les thèses conservatrices-révolutionnaires telles qu'elles sont développées par le groupe autour de Stapel et Schmitt avant 1933. L'écriture est donc à la fois un énoncé de la position de la Révolution conservatrice par rapport au national-socialisme et une expression de la théorie constitutionnelle de Schmitt jusqu'en 1933. Il reçoit les critiques d'Alfred Rosenberg et de Roland Freisler, qui y voient un étatisme contredisant la vision du monde national-socialiste. Forsthoff retravaille The Total State pour une deuxième édition en 1934, retirant ses réserves. Il accepte l'unité du parti et de l'État comme« l'art supérieur de l'État » et a également justifié les meurtres au cours du putsch de Röhm. Selon Herlinde Pauer-Studer, sous la plume de Hans FK Günther, Forsthoff lie l'idéologie raciale à l'antisémitisme le plus vulgaire. Forsthoff écrit à propos de la discrimination et de la persécution des Juifs : « Par conséquent, le Juif... est devenu l'ennemi et en tant que tel devait être rendu inoffensif ». Le concept d'« État total » est ensuite repris par la théorie politique sous le terme de « totalitarisme ».
En droit administratif, Forsthoff invente notamment le terme « travaux d'intérêt général » (Die Verwaltungs als Dienstträger, 1938), qu'il définit comme « ces événements qui ont été pris pour satisfaire le besoin d'appropriation ». Il est « le représentant le plus important du droit public en Allemagne » de sa génération. En particulier, son manuel de droit administratif, qui est publié en dix éditions depuis 1950. Florian Meinel voit la « dissolution de la distance bourgeoise entre l'individu et l'État » comme un problème fondamental que traite l'œuvre de Forsthoff. Forsthoff tente de fonder une science du droit administratif post-positiviste orientée vers la réalité avec le principe des services publics ou de la responsabilité de l'existence.
L'histoire constitutionnelle allemande des temps modernes , publiée pour la première fois en 1940, se distingue tant sur le plan méthodologique et idéologique que sur le plan chronologique (seconde moitié du XVIIIe Siècle à 1871) de l'historiographie constitutionnelle alors habituelle dans le Troisième Reich et se concentre sur l'histoire de l'État prussien dans le contexte paneuropéen,.
Forsthoff traite également de la relation entre langue et droit ainsi que de l'institutionnalisme jurisprudentiel.

## Rapport au national-socialisme
Forsthoff est influencé par la Révolution conservatrice. Comme beaucoup d'auteurs conservateurs-révolutionnaires, il a un rapport différencié au national-socialisme. Forsthoff est l'un des avocats qui s'efforcent de donner une légitimité constitutionnelle au national-socialisme par le travail. L'écriture de Forsthoff sur « l'État total » est considérée d'un œil critique par les idéologues nationaux-socialistes en raison de ses traits statistiques, de sorte que pour la deuxième édition (1934), il fait une révision dans le sens national-socialiste. Pour des raisons politiques, il y a des tensions avec le professeur académique de Forsthoff Carl Schmitt depuis 1934, qui accuse son implication excessive dans le national-socialisme. En 1935, pour des raisons similaires, il y a aussi un conflit avec Ernst Rudolf Huber .
En particulier, l'implication de l'église de Forsthoff et parfois des critiques à peine voilées du NSDAP ont suscité le mécontentement des dirigeants nationaux-socialistes. En 1938, la faculté de droit de l'Université de Kiel autour de Forsthoff, mais il rejette l'appel à Kiel. Au cours de sa nomination à Vienne en 1941, Forsthoff entre en conflit avec le Gauleiter et le Reichsstatthalter Baldur von Schirach, car ce dernier soulève des objections idéologiques au changement de Forsthoff. Le parti s'est également prononcé fermement contre Forsthoff dans la procédure de nomination et a objecté qu'il ne pouvait être considéré que pour une université qui « ne peut pas être considérée comme une université particulièrement importante et exposée », et qu'il est « indésirable et non justifiable ».
Selon le biographe de Forsthoff Meinel il est tenu pour acquis qu'il était « au courant des plans du cercle Goerdeler pour une nouvelle constitution. Forsthoff lui-même a commenté le 20 juillet n'est que rarement et si oui, alors ambivalent » : il accueille favorablement la demande, il sent l'échec de la tentative de putsch comme inéluctable. Dans une lettre à Gustav Radbruch, Forsthoff souligne que selon ses 
Selon l'historien du droit Bernd Rüthers, Forsthoff s'est : « volontairement et en toute confiance détourné du national-socialisme en raison de ses expériences avec le régime »,.

## Publications
- L'état total, 1. édition Hambourg 1933, 2e Édition 1934.
- Histoire allemande depuis 1918 en documents, 1. édition Leipzig 1935, 2. Édition 1938, 3e Édition 1943.
- L'administration en tant que prestataire de services, Stuttgart 1938.
- Histoire constitutionnelle allemande moderne, 1. édition Berlin 1940, 4ème Édition 1972.
- Manuel de droit administratif. Tome 1 : Partie générale, 1ère édition Munich/Berlin 1950, 10. Édition 1973.
- Problèmes constitutionnels de l'État-providence, 1954, 2. édition Münster 1961.
- État de droit en transition. Traités constitutionnels 1950-1964, Munich 1964.
- (Éd. ): État de droit et État-providence, Darmstadt 1968.
- L'état de la société industrielle, Munich 1971.
- État de droit en transition. Traités constitutionnels 1954-1973. Edité par Klaus Frey, Munich 1976.